# Domenico Cimarosa
Domenico Cimarosa (Aversa, 17. prosinca 1749. – Venecija, 11. siječnja 1801.), talijanski skladatelj.
Kao operni skladatelj debitirao je 1772. godine u Napulju. Od 1787. godine je dvorski skladatelj u Petrogradu, a od 1793. u Beču. Umjetnik je kojeg su visoko cijenili Goethe, Stendhal i Balzac, a u povijesti glazbe ostao je zabilježen kao autor komične opere "Tajni brak" (1792.). Vješto je oblikovao operne ansamble koji su kod njega postali nositelji dramske radnje. Likove je izrađivao individualno, stvarajući jedinstvene tipove, osobito na području vedrog glazbenog kazališta. Pri tome se vješto služio orkestrom. Napisao je 70-ak opera.

## glazbena djela
- Stravaganze del conte 1772
- Donne Rivali 1780
- Amor costante 1782
- Villana riconosciuta 1783
- Marito disperato 1785
- Fanatico burlato 1787
- Cleopatra 1789
- Impegno superato 1795

## Vanjske poveznice
- Domenico Cimarosa na Encyclopædia Britannica